# مانويل وينتزهيمير
مانويل وينتزهيمير (بالألمانية: Manuel Wintzheimer) (مواليد 10 يناير 1999) هو لاعب كرة قدم ألماني يلعب كمهاجم في نادي هامبورغ.

## روابط خارجية
- مانويل وينتزهيمير على موقع الاتحاد الأوربي (الإنجليزية)
- مانويل وينتزهيمير على موقع إي إس بي إن إف سي (الإنجليزية)
- مانويل وينتزهيمير على موقع قاعدة بيانات كرة القدم.إي يو (الإنجليزية)
- مانويل وينتزهيمير على موقع بيانات كرة القدم. دي إي (الألمانية)
- مانويل وينتزهيمير على موقع Soccerbase.com (لاعب) (الإنجليزية)
- مانويل وينتزهيمير على موقع Soccerway.com (الإنجليزية)
- مانويل وينتزهيمير على موقع عالم كرة القدم.نت (الإنجليزية)